# Wheel disc
Een wheel disc is een accessoire voor motorfietsen om over de spaken van een wiel te monteren.
Dit wordt gedaan om indruk te wekken dat er een schijfwiel gemonteerd is. Meestal betreft het het achterwiel, een Rear Wheel Disc dus.